# ياكوفليف يو تي-1
ياكوفليف يو تي-1 (بالإنجليزية: Yakovlev UT-1)‏ هي طائرة مقاتلة أنتجت في الاتحاد السوفيتي. كان أول طيران لها في 1936. صنع منها 1,241 طائرة.